# Monotone-convergentiestelling
Met monotone-convergentiestelling worden in de wiskunde enkele resultaten aangeduid die betrekking hebben op de convergentie van monotone rijen, reeksen of functierijen.
In de integraalrekening is een belangrijk vraagstuk, onder welke omstandigheden limieten en integralen verwisseld mogen worden. De monotone-convergentiestelling garandeert dat dit onder bepaalde algemene voorwaarden toegelaten is voor een bijna overal stijgende rij functies.
De monotone-convergentiestelling voor functierijen werd in 1906 bewezen door Beppo Levi.
Het begrip integreerbaarheid slaat hierna steeds op de Lebesgue-integraal.

## Stelling
Zij {\displaystyle f_{1},f_{2},\ldots ,f_{n},\ldots } een rij integreerbare functies met de eigenschap dat voor elke {\displaystyle n}
{\displaystyle f_{n}\leq f_{n+1}} bijna overal
en de rij der integralen is begrensd:
{\displaystyle \exists c\geq 0,\forall n\in \mathbb {N} :\int f_{n}\leq c}
Dan bestaat er een integreerbare functie {\displaystyle f} met de eigenschap dat
{\displaystyle \lim _{n\to \infty }f_{n}=f} bijna overal
en
{\displaystyle \lim _{n\to \infty }\int f_{n}=\int f}

## Tegenvoorbeeld
Het volgende voorbeeld toont dat de conclusie niet meer gegarandeerd blijft als de rij niet monotoon is. Zij voor {\displaystyle n\in \mathbb {N} }
{\displaystyle f_{n}=1_{[n,n+1]}}
de indicatorfunctie van het gesloten eenheidsinterval, verschoven over een afstand {\displaystyle n}. Dan is voor alle {\displaystyle n}
{\displaystyle \int f_{n}=1},
en
{\displaystyle \lim _{n\to \infty }f_{n}=0{\hbox{ overal}}}
Maar de integraal van de limietfunctie is 0, niet 1.

## Toepassing
Reeksen zijn een bijzonder geval van limieten. De partiële sommen van een reeks met positieve termen vormen een stijgende rij. Uit de stelling van de monotone convergentie volgt dus:
Bij een reeks van niet-negatieve integreerbare functies mogen som en integraal verwisseld worden.